# Episodi di The Leftovers - Svaniti nel nulla (terza stagione)
La terza e ultima stagione della serie televisiva The Leftovers - Svaniti nel nulla, composta da 8 episodi, è stata trasmessa sul canale statunitense via cavo HBO dal 16 aprile al 4 giugno 2017.
In Italia, la stagione è andata in onda in prima visione sul canale satellitare Sky Atlantic dal 13 giugno al 4 luglio 2017.
A partire da questa stagione entra nel cast principale Scott Glenn. Michael Gaston e Annie Q. ricompaiono come guest star.
| nº | Titolo originale                                                    | Titolo italiano                               | Prima TV USA   | Prima TV Italia |
| -- | ------------------------------------------------------------------- | --------------------------------------------- | -------------- | --------------- |
| 1  | The Book of Kevin                                                   | Il libro di Kevin                             | 16 aprile 2017 | 13 giugno 2017  |
| 2  | Don't Be Ridiculous                                                 | Non essere ridicolo                           | 23 aprile 2017 | 13 giugno 2017  |
| 3  | Crazy Whitefella Thinking                                           | Il pensiero folle di un bianco                | 30 aprile 2017 | 20 giugno 2017  |
| 4  | G'Day Melbourne                                                     | La relazione                                  | 7 maggio 2017  | 20 giugno 2017  |
| 5  | It's a Matt, Matt, Matt, Matt World                                 | La crociera                                   | 14 maggio 2017 | 27 giugno 2017  |
| 6  | Certified                                                           | Brevetto                                      | 21 maggio 2017 | 27 giugno 2017  |
| 7  | The Most Powerful Man in the World (and His Identical Twin Brother) | L'uomo più potente del mondo e il suo gemello | 28 maggio 2017 | 4 luglio 2017   |
| 8  | The Book of Nora                                                    | Il libro di Nora                              | 4 giugno 2017  | 4 luglio 2017   |

## Il libro di Kevin
- Titolo originale: The Book of Kevin
- Diretto da: Mimi Leder
- Scritto da: Damon Lindelof e Patrick Somerville

### Trama
Antefatto: in un momento imprecisato (collocabile presumibilmente nella prima metà dell'800), in una piccola comunità rurale, vive un gruppo di persone che ripete quotidianamente gli stessi rituali. Di giorno si prega e si aspettano i messaggi portati da colombe bianche, mentre la notte ci si veste di bianco e si sale sui tetti, in attesa che un'entità superiore arrivi a prendere i suoi "figli prediletti"; ma questo non avviene mai e, a poco a poco, gli abitanti del villaggio iniziano a smettere di crederci. Una famigliola, formata dal padre, dalla madre e dal loro bambino, però, continua a crederci e a sperare, nonostante gli insulti dei loro concittadini. Poi però, anche il padre si stanca di aspettare inutilmente e, portando con sé il bambino, lascia da sola la madre, che strenuamente continua a manifestare la sua fede giorno per giorno, seppure sia rimasta l'unica a farlo.
Poco dopo gli avvenimenti del finale della precedente stagione, attirata dal trambusto, Evie esce dal centro visitatori del parco di Miracle (dove si erano accampati i Colpevoli Sopravvissuti) e vede un aereo sganciare un missile diretto verso di loro.
Tre anni dopo, la vita a Jarden è decisamente cambiata. Non sono più necessari i braccialetti per l'accesso al parco, Kevin è il capo della polizia locale ed anche Tommy è diventato un agente, mentre Jill si è trasferita al campus universitario. Matt è convinto che, per il settimo anniversario della Dipartita che si terrà da lì a due settimane, a Jarden accadrà qualcosa di epocale e la sua chiesa è sempre gremita di persone che vanno ad ascoltarlo. Mary è completamente guarita, non va più sulla sedia a rotelle ed ha avuto il suo bambino. Nora lavora nuovamente per il dipartimento dell'improvvisa Dipartita e collabora con la polizia. Laurie ha sposato John Murphy; abitano accanto a Kevin e Nora e John ha preso il posto di Isaac come sensitivo, imbrogliando i clienti con l'aiuto della moglie. Kevin è molto preoccupato per Nora; per qualche ragione la piccola Lily non c'è più e lui teme le possibili conseguenze di ciò sulla sua compagna. Tutto sembra apparentemente tranquillo, ma non è così: il fatto di essere morto e risorto due volte, ha fatto scattare qualcosa in Kevin e così, ogni mattina, si chiude un sacchetto di plastica in testa ed aspetta di morire, dopodiché continua la sua giornata normalmente. Da Mapleton arriva Dean, l'uomo che sparava ai cani; incontra Kevin e gli dice che secondo lui i cani si stanno evolvendo e stanno iniziando ad assumere forma umana, insinuandosi tra i politici e le persone di potere. Mentre Matt e Michael si trovano alla sorgente per battezzare alcuni fedeli, delle persone inscenano una protesta e gettano del materiale tossico nell'acqua, facendo intervenire le forze dell'ordine. Per dimostrare che l'acqua non era stata davvero contaminata (in quanto i barili non contenevano davvero liquido tossico), Kevin si getta in acqua e Michael decide di cogliere l'occasione per battezzare anche lui. Mentre si trova in auto con Tom, Kevin viene attaccato a colpi di fucile da Dean, il quale sostiene che sia cambiato da quando si sono conosciuti; prontamente, Tom gli spara, uccidendolo, e salva suo padre. All'improvviso, Nora e Kevin ricevono la visita di Mary, la quale gli comunica che sta per tornare a Mapleton insieme al bambino per scappare da Matt, che è diventato ossessionato da Jarden. Inoltre, dice a Kevin che il marito sta scrivendo un libro, una sorta di "nuovissimo testamento", con lui come protagonista. In preda alla rabbia, Kevin va da Matt per chiedergli spiegazioni e lì incontra anche Michael e John, i quali sembrano pensarla esattamente come Matt: le sue resurrezioni devono avere un significato davvero importante e potrebbe addirittura essere un nuovo Messia. Kevin si fa consegnare il manoscritto e decide di dargli fuoco ma poi desiste, dopo aver guardato in cielo ed aver visto volare una colomba bianca.
Epilogo: sempre le colombe bianche. Una donna dai capelli grigi raccoglie i messaggi portati dalle colombe e, dopo averle messe in gabbia, le porta ad una suora, in un piccolo villaggio. La suora la paga e le chiede se il nome "Kevin" le faccia venire in mente qualcosa. Vediamo la donna in volto: è Nora, molto invecchiata e adesso si fa chiamare Sarah e, alla domanda della suora, risponde di no.
- Durata: 61 minuti
- Guest star: Jasmin Savoy Brown (Evangeline "Evie" Murphy), Michael Gaston (Dean), Jason Douglas (Jed), Alexandra Schepisi ("La moglie").
- Ascolti USA: telespettatori 895 000[2]

## Non essere ridicolo
- Titolo originale: Don't Be Ridiculous
- Diretto da: Keith Gordon
- Scritto da: Tha Lonely Donkey Kong e Specialist Contagious[3]

### Trama
L'uomo che vive sulla torretta di Jarden viene colto da un malore e perde la vita cadendo dalla costruzione. Sua moglie insiste nel sostenere che l'uomo sia dipartito e non deceduto, anche se Nora intuisce che la donna stia mentendo. Scopre che, appena dopo l'accaduto, la donna era in compagnia di suo fratello Matt; va a fargli visita ed alla fine riesce a farsi dire la verità: ha avuto un infarto e sua moglie voleva che venisse sepolto con rito religioso. Intenzionata ad avere le prove della falsa dipartita da presentare al dipartimento, Nora decide di riesumarne il cadavere e fotografarlo. Più tardi, Nora si reca in ospedale per farsi rimuovere l'ingessatura al braccio ed il medico ha dei seri dubbi sulla natura della frattura, insinuando che se la sia procurata volontariamente. Nel parcheggio dell'ospedale, poi, riceve una telefonata da Mark Linn-Baker (l'attore della sitcom Due perfetti americani che aveva finto la sua dipartita il 14 ottobre, per poi essere ritrovato in Messico), il quale la invita a recarsi a Saint Louis per incontrarlo e parlare della possibilità di rivedere i suoi figli. Preparati i bagagli, Nora prende l'aereo e raggiunge l'albergo in cui alloggia l'attore; questi le spiega che un gruppo di studiosi ha trovato il modo di mandare le persone ovunque si trovino i loro cari dipartiti. Nora inizialmente sembra molto scettica, ma le parole dell'uomo riescono ad incuriosirla e riceve un cellulare su cui verrà contattata per avere ulteriori istruzioni. La mattina seguente, invece di andare in aeroporto, Nora decide di andare in Kentucky, per vedere la piccola Lily. Si scopre che quello non è più il suo nome e che Christine (sua madre biologica) ne ha ottenuto l'affidamento. Triste per la lontananza dalla bambina, ritorna a casa e decide di passare da Erika Murphy. Erika capisce subito che qualcosa non va e capisce anche che c'era qualcosa di strano dietro alla sua frattura al braccio, riuscendo a farsi raccontare la verità da Nora: il gesso era solo un modo per nascondere un tatuaggio. Il tatuaggio era uno strano simbolo tutto nero, ma Nora le racconta che in realtà si era fatta tatuare i nomi dei suoi figli dipartiti; dopo aver finito però si è resa conto che quel tatuaggio sarebbe stato solo qualcosa di doloroso per lei e, pentita, ha chiesto al tatuatore di coprirlo. Erika cerca di consolare l'amica e la porta a saltare sul suo nuovo tappeto elastico, sperando di farla stare meglio. Dopo una discussione con Tom, Nora decide di rendere pubblica la foto dell'autopsia dell'uomo della torretta e, tornata a casa, trova Kevin con il sacchetto di plastica in testa. Sorpreso di vederla già a casa, Kevin le confessa che ogni giorno inizia a soffocarsi con la plastica, per poi strapparla via, con il solo fine di sentire che non vuole morire. Nora, a sua volta, gli confessa di aver fatto il tatuaggio e Kevin le chiede di fare un bambino, ma la donna gli chiede di lasciare le cose come sono. Poco dopo, Nora viene contattata sul cellulare datole da Mark e le viene chiesto di trovarsi, da lì a qualche giorno, a Melbourne con 20000 Dollari e Kevin le chiede di poter andare insieme a lei. Intanto, in Australia, un gruppo di donne a cavallo vanno dal capo della polizia locale di nome Kevin e gli chiedono di seguirle; al suo rifiuto, l'uomo viene sedato e portato sulle rive di un lago. Le donne lo annegano, convinte che poi ritornerà in vita; quando si rendono conto che non succederà, capiscono di aver sbagliato persona. Incuriosito da ciò che sta succedendo vicino al laghetto, un uomo esce di casa e chiede alle donne cosa stiano facendo: è il padre di Kevin.
- Durata: 59 minuti
- Guest star: Lindsay Duncan (Grace Playford), Brett Butler (Sandy), Mark Linn-Baker (Mark Linn-Baker), Damien Garvey (Kevin Yarborough), Joel Murray (George Brevity), Annie Q. (Christine).
- Ascolti USA: telespettatori 776 000[4]

## Il pensiero folle di un bianco
- Titolo originale: Crazy Whitefella Thinking
- Diretto da: Mimi Leder
- Scritto da: Damon Lindelof e Tom Spezialy

### Trama
Mentre gli altri erano a Jarden, Kevin Garvey Senior ha trascorso gli ultimi tempi in Australia, viaggiando con lo zaino in spalla ed ascoltando sempre, mediante un registratore, un'audiocassetta registrata dal piccolo Kevin molti anni prima. Una sera, dopo aver spiato un rituale aborigeno, decide di riprodurlo ma arriva la polizia e lo arresta in quanto è illegale, a meno che non si faccia parte di una delle tribù. Per posta, Kevin Sr. riceve da Matt una copia del suo libro su Kevin e rimane molto deluso nel constatare che Matt ha frainteso qualcosa di molto importante: non è lui a far parte della storia del figlio, ma esattamente il contrario. Prima di buttare via il manoscritto, ne strappa una pagina e la utilizza per avvolgerci dentro dei contanti. In seguito a delle ricerche, riesce a trovare Christopher Sunday, uno degli anziani delle tribù; gli racconta la sua storia, come sia arrivato fin lì e infine gli racconta un episodio di molti anni prima: stava piovendo a dirotto ed il piccolo Kevin gli aveva chiesto di cantare, per fermare la pioggia; allora Kevin Sr. aveva iniziato a canticchiare una filastrocca e la pioggia aveva davvero smesso di cadere. L'uomo è convinto che per il settimo anniversario della Dipartita arriverà un'alluvione e che il suo compito sia quello di cantare per fermare la pioggia e salvare tutti. Il vecchio Christopher accetta di aiutarlo a cercare un canto che possa fermare l'acqua ma, in seguito ad un incidente, muore. Kevin Sr. viene cacciato via e si ritrova a vagare per giorni nel mezzo di una piana desertica; ad un certo punto incontra un uomo che si cosparge si benzina e gli dice che non è stato scelto (da qualcuno) perché aveva affermato di non volere la morte di un bambino in cambio di una futura cura per il cancro, dopodiché si dà fuoco, suicidandosi. In seguito Kevin Sr. trova un serpente e vorrebbe ucciderlo per poterlo mangiare, ma l'animale lo aggredisce e lo morde. Stremato dal veleno, cerca di camminare con le ultime forze che gli sono rimaste; trova una croce nel mezzo del nulla e, al limite delle sue forze, si accascia a terra ma qualcuno arriva in suo soccorso. Si sveglia dopo alcuni giorni e nota che le persone che lo hanno accolto stanno costruendo una barca, pur essendo molto lontani dal mare. Affamato, cerca del cibo e trova un album di fotografie che ritrae una famiglia felice con 5 bambini. Dopo aver preso molte pillole di antidolorifico, però, cade addormentato. Al suo risveglio vede la donna delle fotografie, che gli racconta la sua storia: il 14 ottobre (in Australia era già il 15), al momento della Dipartita, era fuori casa e quando è rientrata il marito ed i figli non c'erano più. Aveva pensato che fossero tutti dipartiti ma, tempo dopo, nella sua proprietà erano stati ritrovati i resti di cinque bambini; il papà era dipartito ed i piccoli, non sapendo come rintracciare la mamma, si sono incamminati nei campi e lì hanno trovato la morte. La donna si sente terribilmente in colpa per non aver mai pensato di cercarli da qualche parte e per questo aveva messo la croce di legno lì dove avevano trovato i suoi bambini e dove Kevin si era accasciato. Gli dice inoltre che aveva trovato la pagina del manoscritto di Matt e che, quando aveva letto di un uomo che era annegato e poi risorto, aveva pensato che quell'uomo potesse permetterle di parlare con i suoi figli nel regno dei morti, per l'ultima volta. Così aveva cercato un uomo di nome Kevin che fosse a capo della polizia e lo aveva trovato poco distante da casa sua; lo aveva annegato ed aveva atteso il suo risveglio ma, quando ciò non è avvenuto, aveva capito di aver ucciso un uomo. Grace credeva che quella pagina di manoscritto fosse un messaggio di Dio diretto a lei ma, adesso che ha capito il suo errore, sta per perdere le speranze ed iniziare a credere di essere pazza. Allora Kevin Sr. le dice che non è affatto pazza, ma ha solo trovato il Kevin sbagliato.
- Durata: 59 minuti
- Guest star: Lindsay Duncan (Grace Playford), David Gulpilil (Christopher Sunday), Damien Garvey (Kevin Yarborough).
- Ascolti USA: telespettatori 846 000[5]

## La relazione
- Titolo originale: G'Day Melbourne
- Diretto da: Daniel Sackheim
- Scritto da: Damon Lindelof (soggetto); Tamara P. Carter e Haley Harrise (sceneggiatura)

### Trama
Diretti a Melbourne, Nora e Kevin si recano in aeroporto e Nora si separa dal compagno per andare alla fila per il check-in veloce. Kevin si insospettisce ed ipotizza che Nora lo abbia fatto perché trasporta qualcosa che sarebbe stato visto con i controlli normali. La donna, allora, gli mostra i 20000 dollari in contanti che si è attaccata alla vista con il nastro adesivo. Durante il volo, Nora gli racconta la vera ragione del suo viaggio e gli spiega che il suo obiettivo è quello di smascherare quella che ai suoi occhi sembra una vera e propria truffa. Una volta arrivata in albergo, riceve una telefonata in cui le viene detto di prendere l'autobus 570 e di non perderlo; lascia Kevin in camera e va alla fermata dell'autobus. Rimasto da solo in albergo, Kevin viene attirato da un programma televisivo in cui prima scopre che suo padre è nei guai e poi vede Evie Murphy, con un velo arancione sulla testa ed in mano un cartello con scritto "Sarah 81". Incredulo per quanto ha appena visto, si dirige di corsa agli studi televisivi e qui la incontra nuovamente; la insegue in un vicolo e, quando si rende conto che la ragazza è reale e non qualcosa nella sua testa, lei gli dice (con accento diverso) di non essere Evie ma di chiamarsi Daniah Moabizzi. Nel frattempo, alla fermata dell'autobus, Nora incontra una donna che la prega di prendere in braccio il suo bambino, mentre lei va a sostenere un colloquio di lavoro in un locale là dietro. Poco dopo, però, il 570 arriva e Nora corre a riportare il bimbo a sua madre e riesce per un pelo a non perdere l'autobus. Arrivata a destinazione, incontra la dottoressa Eden e viene portata a fare alcuni test prima di passare alla fase successiva. Kevin telefona a Laurie e le dice di aver appena visto Evie; le dice il nome con cui si fa chiamare e da internet scoprono che lavora in biblioteca. Quando però Kevin invia a Laurie la foto che è riuscito a scattarle, la donna rimane piuttosto turbata e gli consiglia di non avvicinarla nuovamente. Senza ascoltare il consiglio, Kevin si dirige in biblioteca e riesce a parlare di nuovo con la ragazza: sebbene all'inizio affermi di essere Evie, in seguito gli confessa che Laurie le ha telefonato e le ha chiesto di assecondarlo, perché molto malato. Confuso, Kevin telefona a Laurie e la donna, con molta pazienza, gli spiega che ciò che crede di aver visto non è la realtà: quella non è Evie. Effettivamente, dopo essersi calmato, Kevin riesce a vedere il vero volto della ragazza e Laurie gli spiega che probabilmente tutto ciò è stato prodotto dalla sua mente, a causa probabilmente del suo desiderio di scappare via. Infine, Kevin le parla del libro che John ha scritto su di lui. In seguito ai test a cui si è sottoposta, la dottoressa Eden porge a Nora una domanda: posto che nascano due gemelli e che uno di essi possa in futuro curare il cancro, a patto che l'altro muoia adesso, lei accetterebbe? Dopo una breve riflessione e la convinzione che la donna con il bimbo alla fermata dell'autobus fosse un altro dei loro test, Nora afferma che accetterebbe certamente. Di fronte a questa sua risposta, la dottoressa le annuncia che con lei non sarà possibile procedere oltre. Arrabbiata, Nora torna in albergo e qui ha una discussione con Kevin, il quale dà fuoco al libro di Matt e la accusa di non riuscire a superare la perdita dei suoi figli, consigliandole di seguirli ovunque essi si trovino. Dopo questa lite, Kevin va via e fuori dall'albergo chiede un taxi, ma viene a sapere che non è possibile trovarne perché c'è stata una grossa esplosione. All'improvviso arriva suo padre insieme a Grace ed i tre vanno via insieme, lasciando Nora da sola in hotel.
- Durata: 56 minuti
- Guest star: Lindsay Duncan (Grace Playford), Jasmin Savoy Brown (Evangeline "Evie" Murphy), Katja Herbers (Dottoressa Eden).
- Ascolti USA: telespettatori 812 000[6]

## La crociera
- Titolo originale: It's a Matt, Matt, Matt, Matt World
- Diretto da: Nicole Kassell
- Scritto da: Lila Byock e Damon Lindelof

### Trama
L'episodio si apre con una voce maschile che pronuncia alcune enigmatiche frasi in francese, in sovrapposizione alla sigla iniziale.
la dernière défense d'une espèce au bord de l'extinction.

Les démonistes nous ont avertie.

Ces voyants sages de la vérité,

ils ont dit que ces créatures viendraient sept ans après que les premiers aient été pris,

sept ans après le départ.

Nous étions aveugles, Dieu: aveugles sur ce que nous ne voulions pas voir.

Maintenant nous chancelons au bord du précipice de la destruction.

Des que ce monstre est né nous avons fini,

parce que ce monstre est né pour mettre fin à l'homme,

avec ces sept têtes et sept bouches de flammes.

Nous avons qu'un seul espoir: l'œuf.

Des cartes démonistes je l'ai trouvé,

caché dans son nid, un volcan de la mer.

Merci, Dieu, pour la technologie!

Dans notre orgueil nous avons fait l'arme pour mettre fin a toutes les armes:

la bombe nucléaire.

Maintenant, ce terrible puissance peut être notre salut,

si son explosion peut casser la coquille fragile

et faire fondre les démons a l’intérieur.

Dieu, que ce missile vol droit et vrai!

Laisse-le trouver le nid du volcan et que l'œuf la sera non éclos

pour que ces bêtes a naître peut être détruits

avant qu'ils ce lèvent pour détruire le monde.»
l'ultima difesa di una specie sull'orlo dell'estinzione.

Gli stregoni ci hanno avvertiti.

Questi saggi portatori di verità

hanno detto che queste creature sarebbero venute sette anni dopo che i primi fossero stati presi,

sette anni dopo la dipartita.

Noi eravamo ciechi, Dio: ciechi davanti a ciò che non volevamo vedere.

Ora barcolliamo sul bordo del precipizio della distruzione.

Da quando questo mostro è nato noi siamo finiti,

perché questo mostro è nato per mettere fine all'umanità,

con le sue sette teste e sette bocche fiammeggianti.

Non abbiamo che una sola speranza: l'uovo.

L'ho trovato tra le mappe degli stregoni,

nascosto nel suo nido, un vulcano sommerso.

Grazie, Dio, per la tecnologia!

Con orgoglio abbiamo creato l'arma per distruggere tutte le armi:

la bomba nucleare.

Ora, questa terribile potenza può essere la nostra salvezza,

se la sua esplosione può squarciare il fragile guscio

e far fondere i demoni all'interno.

Dio, che questo missile voli dritto e veritiero!

Lascia che trovi il nido del vulcano e che l'uovo non si schiuda

perché queste bestie non ancora nate possano essere distrutte

prima che sorgano per distruggere il mondo.»
A bordo di un sottomarino della Marina francese nelle acque del Pacifico, un giovane uomo provoca volontariamente un'esplosione nucleare. Matt continua a sostenere che per il settimo anniversario della Dipartita accadrà qualcosa di importantissimo ma è convinto che, perché ciò accada, Kevin dovrà essere a Miracle. Decide allora di partire per l'Australia insieme a Michael, John e Laurie ma, a causa dell'esplosione, il traffico aereo è quasi completamente sospeso e si trovano costretti ad atterrare in Tasmania. Qui trovano una nave da crociera diretta a Melbourne, ma è occupata da una festa privata e rischiano di dover aspettare la successiva, due giorni dopo. Contro ogni aspettativa, riescono a farsi ammettere a bordo dagli organizzatori della festa, ma vengono avvisati del fatto che durante il viaggio si consumeranno rapporti sessuali di gruppo in onore di "Frasier il leone". Sulla nave, però, Matt inizia a manifestare sintomi di malessere e a perdere sangue dal naso e, inoltre, scopre che a bordo c'è un uomo (David Burton) che si spaccia per Dio. Vede quest'uomo lanciare in mare un altro uomo, ma le altre persone a bordo sembrano non dare molto peso alle sue parole e in seguito, parlando con il comandante della nave, viene a sapere che Burton in passato era morto e poi risorto, iniziando così a credere di essere Dio. Dato che non era stato preso sul serio dagli altri, Matt decide di farsi giustizia da solo e tramortisce Burton, portandolo vicino alla gabbia di Frasier. Qui inizia a fargli alcune domande e l'uomo asserisce che Gesù non sia davvero suo figlio e non sia davvero risorto dopo la morte, ma che avesse semplicemente un fratello gemello; inoltre, afferma di essere il responsabile della Dipartita. Matt allora gli domanda perché abbia deciso di far ritornare la sua malattia e "Dio" afferma che tutto ciò che lui ha fatto nella vita non è stato per la fede ma per sé stesso, ma gli dice anche di poterlo guarire di nuovo. Poco prima di arrivare a Melbourne, il capitano della nave comunica a Matt che un cadavere è stato ritrovato in mare, fugando ogni dubbio sulla veridicità di quanto aveva detto di aver visto. Dopodiché, Matt comunica ai suoi compagni di viaggio di essere malato e di stare per morire. Intanto la polizia arriva per arrestare Burton, ma questi cerca di scappare; alcune persone aprono la gabbia di Frasier ed il leone raggiunge David Burton e lo sbrana.
- Durata: 56 minuti
- Guest star: Bill Camp (David Burton), Benito Martinez (Arturo).
- Ascolti USA: telespettatori 919 000[7]

## Brevetto
- Titolo originale: Certified
- Diretto da: Carl Franklin
- Scritto da: Patrick Somerville e Carly Wray

### Trama
2014: Due anni dopo la Dipartita, una donna (la mamma a cui scompare il bimbo nel seggiolino dell'auto, nell'episodio Pilota) va in terapia da Laurie e le parla del suo dolore e della sua costante attesa per la possibilità che il suo bambino ritorni. Le parole della donna provocano in Laurie uno stato di forte esasperazione, perché il malessere che già provava da anni (ed acuito dalla sua perdita) arriva al culmine. Terminata la seduta, cerca di procurarsi un'overdose da farmaci e scrive una lettera d'addio, in attesa del sopraggiungere della morte. Poco dopo, però, cambia idea ed assume un altro farmaco che la induce a vomitare tutto ciò che aveva assunto; si veste di bianco e decide di unirsi ai Colpevoli Sopravvissuti.

Presente: a bordo di un furgoncino, alla vigilia del settimo anniversario, Laurie raggiunge Kevin Sr. a casa di Grace e gli consegna, da parte di Matt, il manoscritto mezzo bruciato a cui Kevin aveva dato fuoco in albergo. Kevin Sr. allora le dice che suo figlio non si trova più lì perché aveva bisogno di riflettere, in quanto gli avevano chiesto di morire ancora una volta: l'obiettivo è quello di ucciderlo per mandarlo nel regno dei morti, per ottenere da Christopher Sunday il canto che fermerà la pioggia e, poi, farlo tornare in vita. Laurie gli promette che non interferirà con il loro piano e gli assicura che non è lì per quello. Ma anche John e Grace hanno chiesto a Kevin di fare qualcosa, una volta giunto lì: John vorrebbe che riferisse a sua figlia Evie che è stata molto amata, mentre Grace vorrebbe fargli chiedere ai suoi bambini che fine abbiano fatto le loro scarpe. Riuniti a tavola per la cena, Kevin Sr. vorrebbe riproporre l'Ultima Cena affidando ad ognuno il ruolo di un apostolo. A Laurie vorrebbe dare il ruolo di Tommaso, ma la donna risponde che sarebbe più appropriato quello di Giuda; a questo punto Michael le racconta che Giuda, dopo il tradimento, si pentì e si suicidò. Subito dopo cena, i commensali iniziano a sentirsi stanchi e a cadere addormentati uno dopo l'altro; Laurie aveva messo le pasticche del cane nello stufato, sedandoli. Il suo obiettivo è quello di aspettare il ritorno di Kevin e di parlargli da sola, per potergli dare il suo addio. Quando l'uomo fa ritorno, a cavallo, Laurie gli fa ripercorrere alcuni momenti del passato e gli racconta finalmente della sua gravidanza di sette anni prima e di come il loro bambino sia scomparso insieme a tutti gli altri. Al termine della loro conversazione, i due si dicono addio e Laurie lo lascia al suo destino, augurandosi che riesca davvero a tornare nuovamente in vita.

Il giorno prima: Laurie e Matt aiutano Nora a pedinare le dottoresse Eden e Bekker. Matt è ancora malato, mentre Nora vorrebbe che le due scienziate la conducessero al loro congegno segreto. Laurie cerca di capire le sue intenzioni, in quanto non sa se la donna abbia intenzione di suicidarsi (dando per scontato che il congegno sia un bluff) oppure di sventare la loro truffa. Nora, però, le spiega che non ha nessuna intenzione di suicidarsi e che, se volesse farlo, sceglierebbe di andare a fare immersione perché sarebbe una morte pulita ed apparentemente accidentale, per ferire di meno i propri cari. Laurie riceve poi una telefonata da Michael che la invita a raggiungerli al ranch cosicché, dopo aver pedinato Eden e Bekker, si separa da Nora e Matt.

Il giorno dell'anniversario: Laurie ingaggia un pilota di motoscafo per farsi portare al largo e fare un'immersione. Prima di tuffarsi riceve una telefonata da Jill e Tom, ignari di tutto, riuscendo a sentire le loro voci (forse) un'ultima volta. Al termine della conversazione si butta in acqua.
- Durata: 59 minuti
- Guest star: Lindsay Duncan (Grace Playford), Katja Herbers (Dottoressa Eden).
- Ascolti USA: telespettatori 770 000[8]

## L'uomo più potente del mondo e il suo gemello
- Titolo originale: The Most Powerful Man in the World (and His Identical Twin Brother)
- Diretto da: Craig Zobel
- Scritto da: Nick Cuse e Damon Lindelof

### Trama
Flashback: Kevin e Nora sono nella vasca da bagno e parlano di cosa vorrebbero fare dei propri corpi, una volta deceduti: Nora vorrebbe essere cremata, mentre Kevin preferirebbe essere imbalsamato.

Kevin Sr. si risveglia, il giorno del settimo anniversario, e sveglia tutti gli altri in tutta fretta, mentre sta per iniziare la tempesta. Usciti fuori di casa, vedono che Kevin si è già immerso in acqua per annegare; lo tirano fuori, ma lui è convinto di voler proseguire e, quindi, lo immergono nuovamente. Una volta morto, si ritrova nudo su una spiaggia ed un uomo russo lo aggredisce, ma questi viene ucciso da un uomo con il volto coperto che arriva in paracadute: è Dean, l'uomo che sparava ai cani. In questo "mondo", Kevin vive in un bungalow, sta scrivendo un libro, ha una cicatrice sul cuore ed è nuovamente un assassino internazionale. Dean lo ingaggia per uccidere il Presidente degli Stati Uniti, perché sta per dare il via ad un attacco nucleare non autorizzato; Kevin accetta, ma solo a patto di poter parlare con Evie, Christopher Sunday ed i 5 figli di Grace. Dean gli dice che per farlo deve parlarne con il "Capo" e gli consegna degli auricolari per mettersi in contatto con lui direttamente. Appena indossati, Kevin viene contattato dalla "sala di controllo" e scopre che a parlargli è David Burton. Scopriamo che durante il loro primo incontro, sul ponte (prima di gettare la piccola Patti nel pozzo), Burton gli aveva detto all'orecchio "Sei l'uomo più potente del mondo", dopodiché gli dice di specchiarsi: in quel momento, Kevin diventa il Presidente degli Stati Uniti in visita a Melbourne. Ad ascoltare il suo discorso ci sono numerose persone vestite di bianco e riesce a parlare con uno dei figli di Grace, anche se senza successo. Poi riesce a parlare con Evie ma anche con lei le cose non vanno come previsto; è come se i morti non sapessero di esserlo e vivessero in un universo alternativo. Nel frattempo, al ranch di Grace, inizia la pioggia e Kevin Sr. tira fuori dall'acqua suo figlio, riportandolo in vita ed interrompendo la sua missione. Rientrati in casa, Kevin si fa annegare nella vasca da bagno e torna nelle vesti di Presidente. Patti Levin è il suo Segretario alla Difesa e cerca di manipolarlo al fine di fargli lanciare un attacco nucleare che distruggerebbe il pianeta ma il suo Vice Presidente, Meg, cerca di sabotarla. Scopriamo così che i due Kevin hanno un compito ben preciso nel piano di Patti: la chiave per lanciare l'attacco è fissata chirurgicamente al cuore di un volontario (il Kevin assassino aveva la cicatrice, dunque è il volontario) e per essere usata deve essere estratta, causando la morte di tale volontario. Il fatto che il Presidente ed il volontario siano due "gemelli" identici ha anche il fine di eludere i potentissimi sistemi di sicurezza che proteggono la struttura. Kevin chiede di parlare con Christopher Sunday, ma Patti vuole che prima venga dichiarato il DEFCON 1; l'uomo la accontenta, ma il DEFCON 1 provoca l'innalzamento dei livelli di sicurezza e la stanza in cui si trovano viene sigillata, con i telefoni fuori uso. Kevin allora prende gli occhiali di Patti e, cercando il suo riflesso nelle lenti, diventa nuovamente il Kevin assassino. A questo punto viene spinto da David Burton a rientrare nell'edificio: dopo aver ucciso Meg, riesce a contattare Christopher Sunday ma questi gli dice che in realtà non esiste una canzone per fermare la pioggia. Subito dopo arrivano delle guardie ed inizia una colluttazione, durante la quale Kevin si specchia nel monitor di un computer e torna ad essere il Presidente. Quando le guardie riescono a catturare l'assassino, lo portano dal Presidente e, così, i due Kevin si ritrovano faccia a faccia. Patti prende allora un libro (dalla copertina sembra il manoscritto di Matt) e chiede al Presidente di leggerlo e i due Kevin capiscono che il libro parla di loro/lui, della sua vita, di Nora, della paura di amare e del suo costante desiderio di scappare via. Dopo aver ascoltato l'ultimo capitolo, il Kevin assassino chiede all'altro di asportargli la chiave che porta nel petto, per evitare di dover tornare di nuovo nel mondo dei morti, e si sdraia a terra. Allora il Kevin Presidente, con un bisturi, gli incide la pelle ed estrae la chiave e, prima di morire, l'assassino gli dice che con Nora hanno sbagliato tutto. Attivato l'attacco nucleare, il Presidente sale sul tetto del palazzo con Patti per assistere alla distruzione del pianeta.

Risvegliatosi al ranch dopo la fine della pioggia, Kevin raggiunge suo padre che si era preoccupato molto per lui, a causa della morte prolungata, e si domandano che cosa succederà adesso.
- Durata: 61 minuti
- Guest star: Lindsay Duncan (Grace Playford), Jasmin Savoy Brown (Evangeline "Evie" Murphy), David Gulpilil (Christopher Sunday), Bill Camp (David Burton), Michael Gaston (Dean), Damien Garvey (Kevin Yarborough).
- Ascolti USA: telespettatori 804 000[9]

## Il libro di Nora
- Titolo originale: The Book of Nora
- Diretto da: Mimi Leder
- Scritto da: Tom Spezialy e Damon Lindelof (soggetto); Tom Perrotta e Damon Lindelof (sceneggiatura)

### Trama
Il giorno dell'anniversario: Nora decide di raggiungere i suoi figli e, non senza difficoltà, convince le dottoresse Eden e Bekker a farla entrare nel dispositivo. Prima di sottoporsi alla procedura, passa un po' di tempo con suo fratello Matt; l'uomo di fede, sempre fermo nell'idea dell'esistenza di un disegno divino, inizia ad ammettere di avere paura del futuro e di aver capito che spesso non esiste uno scopo. Dopo essersi detti addio, Nora si spoglia ed entra nel dispositivo; un liquido simile ad acqua inizia a riempire il piccolo congegno e, per un attimo, la donna sembra essere in procinto di cambiare idea.

In un futuro imprecisato (già visto alla fine dell'episodio Il libro di Kevin), Nora è invecchiata e si occupa dell'allevamento di colombe bianche che poi vende alla suora, la quale la avvisa che un uomo di nome Kevin la sta cercando. Tornata a casa, spaventata dall'idea di rivederlo, inizia a fare i bagagli in tutta fretta ma, prima che potesse scappare, Kevin bussa alla sua porta. Quando apre la porta, Nora rimane molto confusa; Kevin sembra non ricordare il loro passato e sembra convinto che il loro ultimo incontro sia stato al ballo di Natale di Mapleton. Turbata dal fatto che l'uomo sembri non ricordare di essere stato con lei per due anni, Nora telefona a Laurie (che a quanto pare non si è lasciata annegare) che ora è la sua terapista. Kevin la invita a partecipare insieme a lui ad un ballo che si terrà quella sera stessa; Laurie è convinta che lei l'abbia chiamata per sentirsi dire di accettare l'invito e in effetti, dopo un po' di titubanza, Nora decide di andarci. Arrivata sul posto, si rende conto che il ballo è in realtà un matrimonio e trova Kevin ad aspettarla: lui le racconta del funerale di Matt, di Jill e Tom che ormai sono adulti, ma continua a sembrare ignaro del loro passato insieme. Durante il ricevimento, gli sposi chiedono agli invitati di scrivere dei messaggi d'amore che poi vengono attaccati alle zampe di alcune colombe bianche e portati in giro per il mondo; capiamo così che i bigliettini che Nora prende dalle colombe (e poi butta) sono in realtà messaggi scritti durante i matrimoni. Inoltre fanno arrivare una capra e, con un particolare rituale, le affidano i loro peccati e la liberano, chiedendole di portarli con sé. Kevin chiede a Nora di ballare ma, durante la canzone, la donna va via a causa della sua incapacità di sopportare oltre l'assurda "amnesia" di Kevin.

Tornata a casa, Nora si rende conto che le sue colombe non sono ancora tornate alle loro gabbie, il che le sembra molto strano. Poco dopo, mentre è in strada, cade dalla bici e (dopo aver sentito dei belati) si accorge che la capretta del ricevimento è rimasta impigliata e rischia di strozzarsi; dopo averla liberata decide di portarla a casa con sé. Ormai è l'alba e le gabbie delle colombe sono ancora vuote. Vede arrivare Kevin e finalmente le dice la verità: Matt gli aveva detto che sua sorella era morta, ma lui non era mai riuscito a crederci ed aveva iniziato a cercarla, setacciando l'Australia, ed ora era finalmente riuscito a trovarla. Aveva finto che il loro passato non esistesse perché avrebbe voluto cancellare tutti i suoi errori e ricominciare. Nora lo invita in casa per prendere un tè e decide di raccontargli ciò che ha vissuto: dopo essere entrata del dispositivo, si è risvegliata nello stesso posto, in Australia, ma da sola. Quel mondo era uguale al suo, ma c'erano pochissime persone: era un mondo "speculare", in cui il 98% delle persone era sparito improvvisamente, il 14 ottobre, ed erano rimasti solo i "nostri" dipartiti. Con fatica era riuscita a ritornare a Mapleton e si era nascosta davanti alla sua vecchia casa; aveva visto i suoi figli, ormai grandi, e suo marito che nel frattempo aveva trovato un'altra moglie. In quel momento si era resa conto che in quel mondo non c'era posto per lei, perché la sua famiglia si era faticosamente abituata alla nuova realtà e aveva ritrovato il sorriso. Consapevole di questa verità, Nora decide di cercare l'inventore del dispositivo (che era stato anche il primo ad utilizzarlo) e di chiedergli di crearne un altro che potesse invertire la rotta, facendola tornare nel suo mondo. L'uomo l'aveva accontentata e lei era ritornata alla sua vita, ma aveva deciso di non contattare più Kevin; Nora aveva sempre sostenuto la supremazia della logica e del pensiero razionale e per questo non era mai riuscita ad accettare la Dipartita (evento rimasto sempre inspiegato), ma adesso aveva appena vissuto un'altra esperienza inspiegabile ed aveva paura che Kevin non le avrebbe creduto. Non ci viene mostrata alcuna immagine del "viaggio" di Nora ed anche Kevin può basarsi solo sul suo racconto ma, al contrario di ogni sua aspettativa, Kevin decide di crederle e le prende la mano. Una alla volta, le colombe bianche tornano alle loro gabbie.
- Durata: 74 minuti
- Guest star: Katja Herbers (Dottoressa Eden).
- Ascolti USA: telespettatori 1 049 000[10]